# Trường nhạc

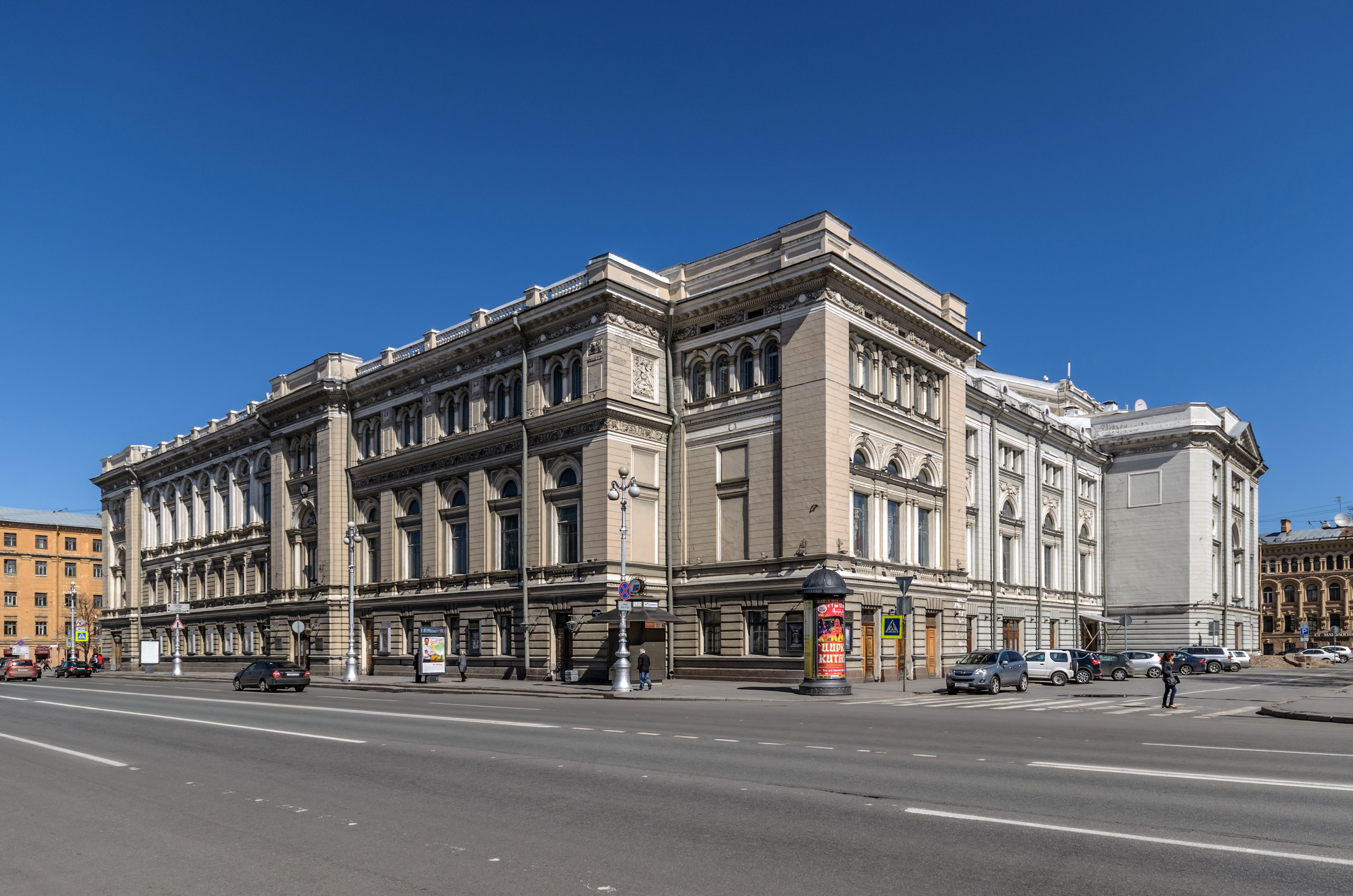
Nhạc viện Saint Petersburg ở Nga nơi Pyotr Tchaikovsky, Sergei Prokofiev, Dmitri Shostakovich, và George Balanchine từng học.

Trường nhạc (tiếng Anh: music school) là một cơ sở giáo dục dành riêng cho việc học tập, đào tạo, và nghiên cứu về âm nhạc. Cơ sở giáo dục này còn có thể có tên gọi nhạc viện (conservatory), trường âm nhạc (school of music), học viện âm nhạc (music academy), phân khoa âm nhạc (music faculty), trường đại học âm nhạc (college of music), hay khoa âm nhạc (music department; thuộc một sở sở giáo dục lớn hơn). Các hoạt động ở trường nhạc bao gồm đào tạo học viên trong các lĩnh vực biểu diễn nhạc cụ, thanh nhạc, sáng tác nhạc, và điều khiển dàn nhạc, cũng như những lĩnh vực nghiên cứu và học thuật khác như nhạc học, lịch sử âm nhạc, và lý thuyết âm nhạc.

## Tiểu học và Trung học

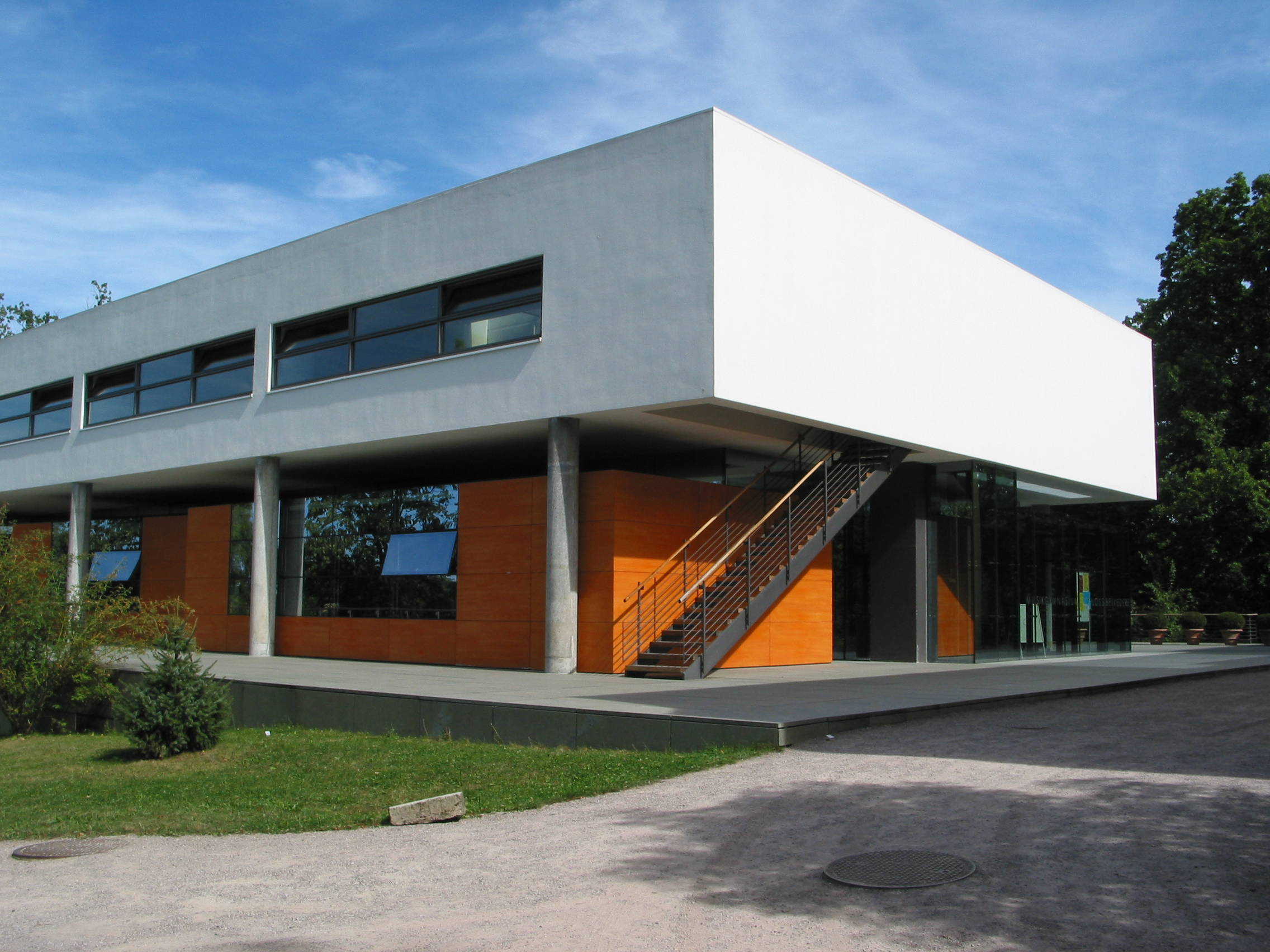
Musikgymnasium Schloss Belvedere là một trường chuyên biệt về âm nhạc ở Đức.

Nhiều quốc gia có các trường chuyên biệt về âm nhạc (tiếng Anh: specialist music school) với mục đích nhằm nhận diện và hỗ trợ những trẻ em có tiềm năng, thông qua chương trình đào tạo tiên tiến có thể giúp những trẻ em này có thể học lên và phát triển sự nghiệp trong lĩnh vực âm nhạc nếu muốn. Những trường này có thể chính thức hoặc không chính thức có mối quan hệ với một nhạc viện. Trẻ em vào hoặc thường nằm trong độ tuổi từ 8 đến 18, được chọn thông qua thi tuyển. Các trường này có thể là công lập hay độc lập; học sinh ở các trường độc lập có thể nhận được học bổng của chính phủ hay từ những quỹ tư nhân.
Giống như ở các nhạc viện, một số trường có chương trình học rộng hơn và có thể bao gồm cả nghệ thuật trình diễn: nhạc, kịch, và múa.

## Đại học

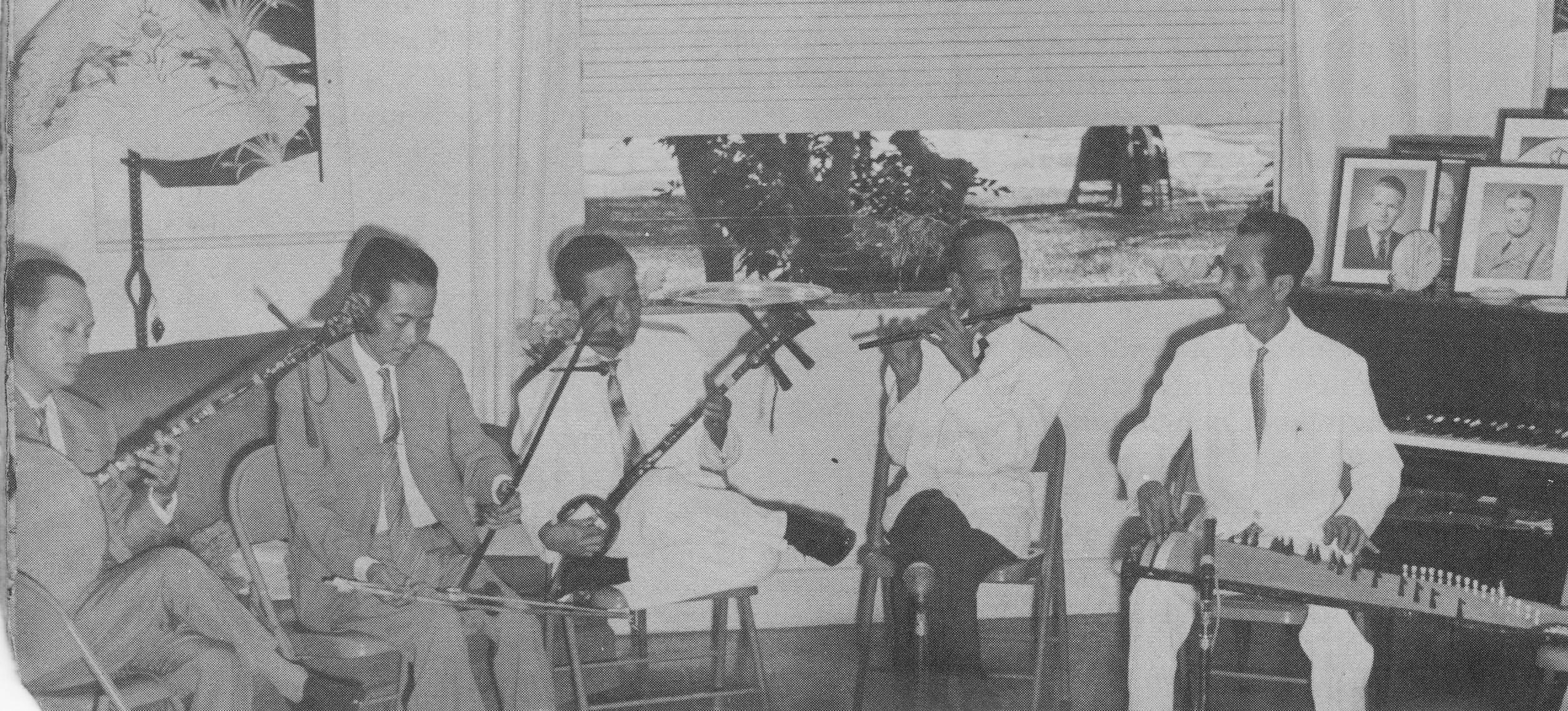
Các giáo sư Trường Quốc gia Âm nhạc và Kịch nghệ đồng tấu: Trần Thanh Tâm (đờn kìm), Phan Văn Nghị (đờn cò), Trương Văn Đệ (đờn tam), Vũ Văn Hòa (sáo), và Nguyễn Vĩnh Bảo (đờn tranh).

### Nhạc viện
Nhạc viện còn có các tên khác như học viện âm nhạc, trường quốc gia âm nhạc, trường đại học âm nhạc; tiếng Anh: conservatory (ở Hoa Kỳ), conservatoire (chủ yếu ở Anh), conservatorium (ở Úc), academy, hay college. Một số trường hay nhạc viện chỉ tập trung vào âm nhạc. Các cơ sở khác có cả âm nhạc, kịch, và múa. Nhạc viện thích hợp cho sinh viên muốn phát triển khả năng trình diễn, điều khiển dàn nhạc hay ban nhạc, hay sáng tác ở mức độ chuyên nghiệp. Thường thì các cơ sở này dành nhiều thời gian cho đào tạo thực hành, kết hợp với nghiên cứu học thuật và phát triển nghề nghiệp, cho những sinh viên muốn xây dựng sự nghiệp trong các ngành nghệ thuật sáng tạo.
Sinh viên thường xuyên có cơ hội trình diễn, điều khiển, hay cơ hội để tác phẩm của mình được trình diễn, cả trong khung cảnh thân mật và trình diễn chính thức trước công chúng. Sinh viên có thể trình diễn một mình (solo) hay trong dàn nhạc, ban nhạc, hay nhóm hát. Thường thì các nhạc viện tập trung vào nhạc cổ điển Tây phương. Tuy vậy, một số trường chú trọng vào các nhạc cụ truyền thống. Các trường khác có thể có các khoa âm nhạc truyền thống, đào tạo về cá các nhạc cụ truyền thống lẫn cổ điển Tây phương. Hoặc sinh viên có thể tập trung vào nhạc jazz, pop, hay world music.
Thời gian để được cấp bằng thường không khác nhiều so với trong những lĩnh vực khác, tức là khoảng 3-4 năm để lấy bằng Cử nhân Âm nhạc (Bachelor of Music), 1–2 năm để lấy bằng Thạc sĩ Âm nhạc (Master of Music), và 3–5 năm cho bằng Tiến sĩ Nghệ thuật Âm nhạc (Doctor of Musical Arts) hay Tiến sĩ Âm nhạc (Doctor of Music). Bằng Tiến sĩ (Ph.D.) có thể được cấp trong các lĩnh vực như nhạc học, lý thuyết âm nhạc, sáng tác nhạc, hay giáo dục âm nhạc. Một số trường có thể có những bằng cấp không mang tính học thuật (non-academic degree) và chỉ tập trung vào kỹ năng trình diễn, như Artist Diploma (A.D.) ở Hoa Kỳ; bằng này có thể cấp ở bậc đại học và/hoặc sau đại học.

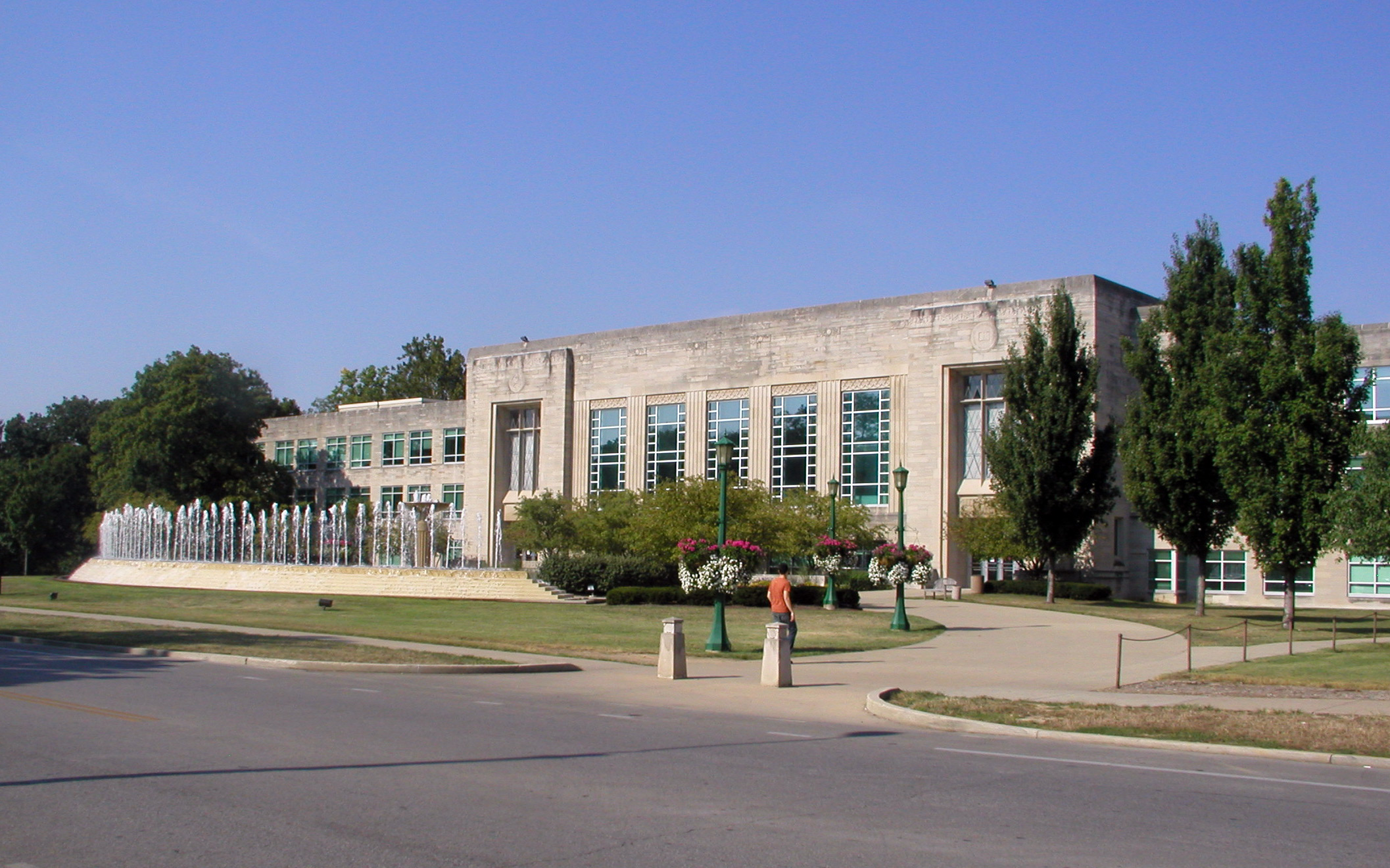
Trường Âm nhạc Jacobs, thuộc Viện Đại học Indiana, ở tiểu bang Indiana, Hoa Kỳ.

### Trường nhạc trong các viện đại học
Khoa âm nhạc trong các trường đại học và viện đại học trước đây nhấn mạnh hơn đến việc học mang tính học thuật về âm nhạc, thay vì trình diễn. Tuy nhiên, ngày nay sự phân chia không còn rạch ròi như xưa, nhiều khoa âm nhạc nhấn mạnh đến trình diễn hơn trước. Việc cân đối giữa đào tạo mang tính huấn nghệ (vocational training) và học tập mang tính học thuật (academic study) thay đổi tùy theo cơ sở giáo dục và tùy theo quốc gia. Ngoài các bằng cấp tương tự như những bằng cấp mà các nhạc viện cấp, một số viện đại học có các bằng cấp liên quan đến âm nhạc như Cử nhân Âm nhạc (Bachelor of Arts in Music) hay Cử nhân Giáo dục Âm nhạc (Bachelor of Arts in Music Education). Một số nhạc viện trước đây tồn tại độc lập thì nay trở thành một phần của viện đại học.